# 鱗柄白鵝膏
鱗柄白鵝膏（學名：Amanita virosa），又稱毀滅天使、招魂天使、破壞天使 (Destroying Angel)，是一個隸屬於傘菌目鵝膏菌科鵝膏菌屬下的有毒真菌種。其為中至大型菇菌，全體白色，只是菌蓋的中央為淡黃色圓頂狀突起，濕時具黏性。有膜質菌環，極易脫落。此菇外貌似可食用的洋菇，但是毒性極強，會對肝臟造成損壞，是致死率極高的毒蕈。

## 特徵
廣泛分佈於北半球，初夏到秋季時，可在闊葉林或針葉林地上發現散生或群生的子實體。中型至大型、純白色。菌柄上有鱗片，有膜質菌環、根部有菌托。在菌蓋上滴3%的氫氧化鉀溶液會變黃色。孢子接近球形。與同樣具劇毒的白毒鵝膏菌（Amanita verna）很相似，但可以在其上滴氫氧化鉀溶液並不會變色、菌柄上也沒有鱗片、且屬小型來做區別。

## 毒性
在歐洲、北美被稱為「Destroying Angel」（毀滅天使），可見其毒性。在日本與「白毒鵝膏菌」（A. verna）、「毒鵝膏」（A. phalloides）合稱「猛毒菌御三家」，因此三種真菌常均被誤認為外觀相似的白色食用真菌，而誤食造成中毒（劇毒）。由於危險性太高，建議一般人別摘採白色的真菌來食用。

### 中毒症狀
毒性極強，食用一小株就有可能造成生命危險。食用後6～24小時會出現腹痛、嘔吐、下痢等腸胃性毒菌症狀，大約一天完全消失，但24～72小時的「假痊癒」後，會出現更嚴重的肝臟或腎臟等內臟機能障礙以至衰竭的症狀，如黄疸、肝臟肥大、消化器官出血等，如未能即時做消化道洗淨、血液透析則有可能死亡。

## 參考圖片

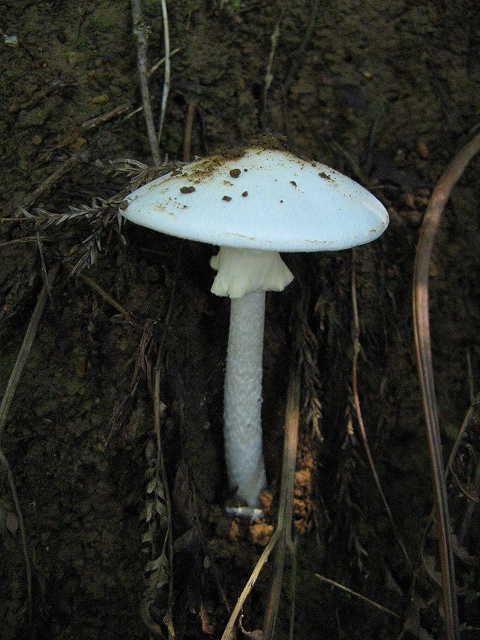
上部
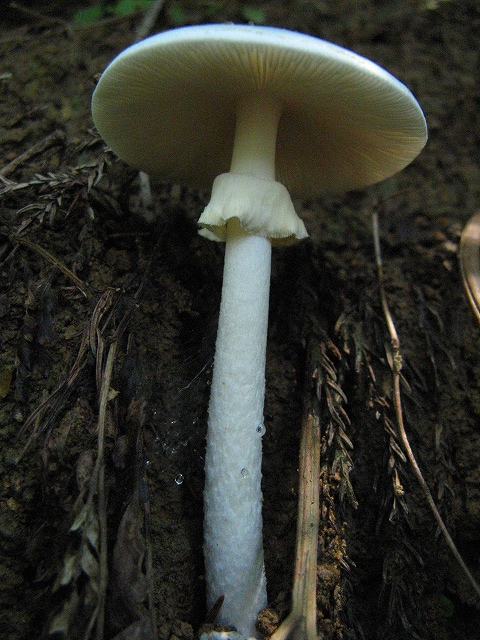
菌褶、菌環
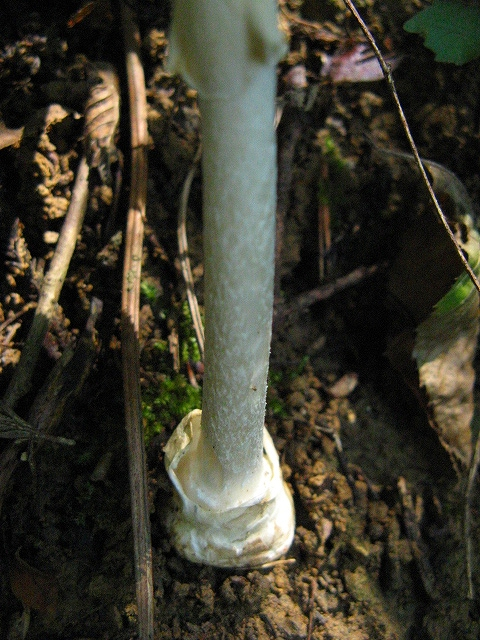
菌柄
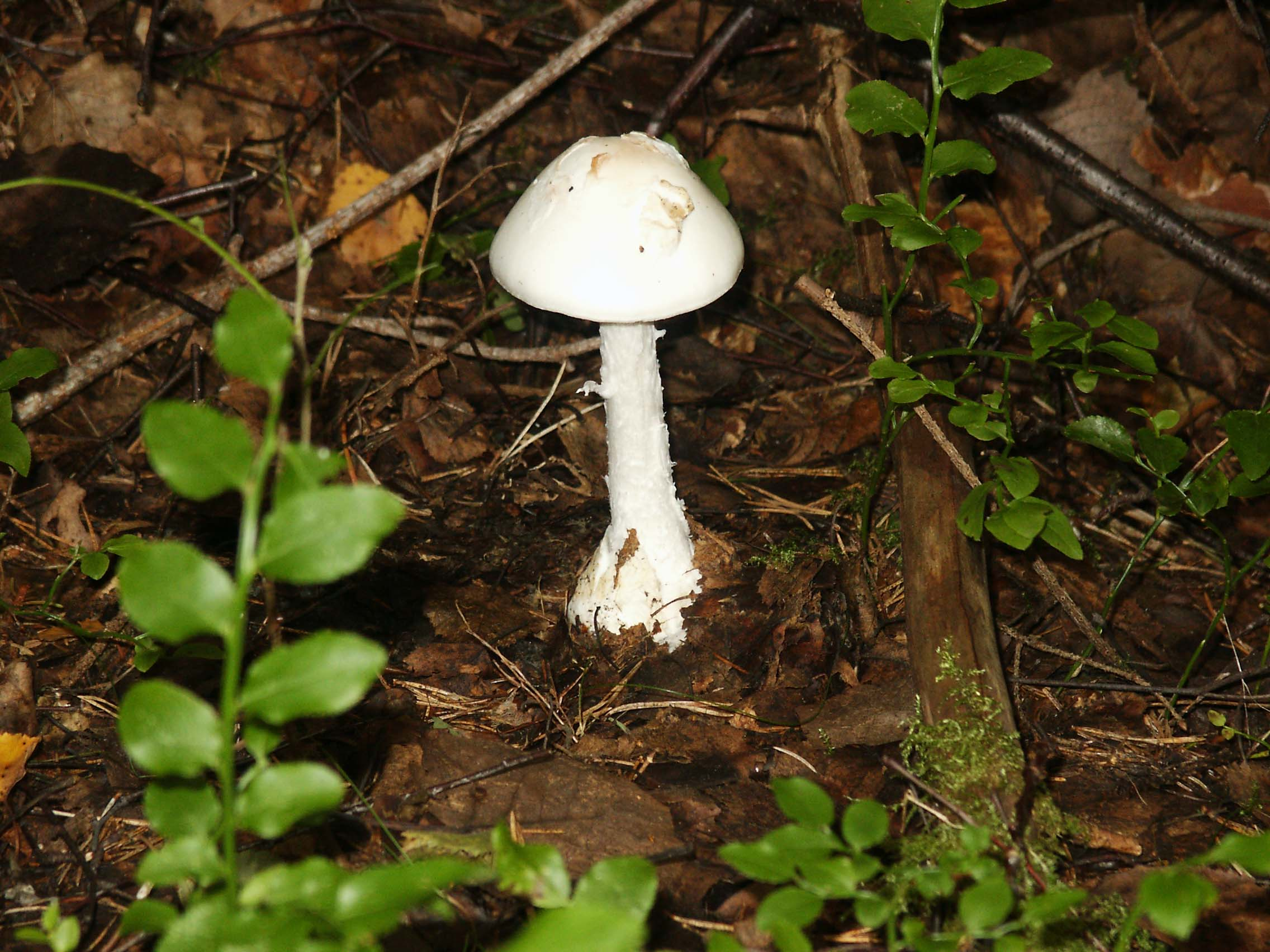